# イノセント・サイズ
『イノセント・サイズ』は荘山ゆたか、高口組サイズ・ユニットによる日本のライトノベル、及びそれを原作としたドラマCDである。

## 『イノセント・サイズ外伝』
高口里純による漫画作品である。
『イノセント・サイズ』の登場人物達の過去生での顛末が描かれる「イノセント・サイズ外伝」前後編、現世の物語「イノセント・サイズ番外編」で構成される。

### 登場人物
神に選ばれた自然と人間との調和を保つ九人の神官達。代々の神官の後継者達は方陣堂に集まり、修行により自らの力で覚醒する。
一の星（いちのほし）
一の宮森彦の前世。
水天という守護僧に見つけられた神官の後継者。他の神官の後継者よりずっと早く守護僧に出会い、宿命を最も早く知る運命にある。
二黒（じこく）
二葉夏帆の前世。
神官の後継者達の中でただ一人の女性。神官への成熟が最も近い。
三の星（さんのほし）
未至磨珠内（三苫瑛司）の前世。
八番目に方陣堂に辿り着いた神官の後継者。左頬に傷があり本物かどうか疑われる。生まれた時からあった傷を五の星が消した。
四緑（しろく）
四方深雪の前世。
体の弱い少年。五の星が方陣堂にやってきたことで体調を崩す。
五の星（ごのほし）
五樹淳也の前世。
17歳。神官達の中心となり大きな力を持つはずの神官の後継者。六番目に方陣堂に辿り着いた。成熟に必要な時間は他の神官の後継者次第である。傍若無人に振る舞う。兄弟が多く家族のことが忘れられずにいる。
六の星（ろくのほし）
六田勝の前世。
七番目に方陣堂に辿り着いた神官の後継者。
七星（しちせい）　
七瀬ヒロトの前世。
直観力に優れる攻撃的な少年。予知夢を見る。五の星を嫌っている。
八の星（はちのほし）
八角極の前世。
八人の守護僧「雷の縦並び衆」に見つけられた神官の後継者。病弱な兄への気持ちゆえに悟りが開けないでいる。
九紫（きゅうし）
九鬼沙弥佳の前世。
九番目に方陣堂に辿り着いた神官の後継者。方陣堂へ来た時には全く力に目覚めておらず、神官になる自信が持てなく逃げ帰ろうとした。七星と八の星が、三の星を攻撃するのを止めようとし力に目覚めた。

### 書誌情報
『イノセント・サイズ外伝』〈角川書店・あすかコミックスDX〉全1巻
- 1994年7月1日発行、ISBN 4-04-852501-8

#### 書誌情報出典
KADOKAWA公式サイト『イノセント・サイズ外伝』

## ドラマCD

### スタッフ
- 脚本：三ツ矢雄二
- 演出：藤山房伸
- 音楽：亀山耕一郎
- 効果：佐々木純一
- 企画・制作：アニメイトフィルム
- 歌
  - 「CRISIS OF THE EARTH」 歌手：堀江美華

### キャスト
- 一の宮森彦：速水奨
- 二葉夏帆：置鮎龍太郎
- 未至磨珠内：関俊彦
- 四方深雪：結城比呂
- 五樹淳也：緑川光
- 六田勝：大塚明夫
- 七瀬ヒロト：金丸淳一
- 八角極：檜山修之
- 八角浩市：森川智之
- 九鬼沙弥佳：椎名へきる
- 篁：若本規夫
- 狼坂：小形満
- 青鈍聖吾：真殿光昭
- 青鈍和摩：三木眞一郎
- 青鈍秀造：納谷六朗
- 八角極の子供時代：江沢昌子
- 不良：森訓久
- 友人1：佐藤秀幸
- 友人2：木村俊之
- 女性信者1：仲尾あずさ
- 女性信者2：くればやしたくみ
- 女性信者3：野村真弓

## 関連商品
- ドラマCD 1（1994年4月1日発売）
- ドラマCD 2（1996年2月21日発売）

## 書籍情報
- 『イノセント・サイズ』〈ムービック・Easy books〉新書サイズ 全4巻
  1. 1992年9月発売、ISBN 4-89601-026-4
  2. 1993年2月発売、ISBN 4-89601-049-3
  3. 1993年6月発売、ISBN 4-89601-062-0
  4. 1994年4月発売、ISBN 4-89601-112-0